# بابلو بالاسيوس ألفارينغا
بابلو بالاسيوس ألفارينغا (بالإسبانية: Pablo Palacios Alvarenga)‏ هو لاعب كرة قدم باراغواياني في مركز الهجوم، ولد في 22 يونيو 1988 في كورونيل اوفييدو في باراغواي. لعب مع سان مارتين دي سان خوان.

## وصلات خارجية
- بابلو بالاسيوس ألفارينغا على موقع قاعدة بيانات كرة القدم.إي يو (الإنجليزية)
- بابلو بالاسيوس ألفارينغا على موقع Soccerway.com (الإنجليزية)